# کندی (جانوران)
کندی (به انگلیسی: Torpor)، وضعیتی در فعالیت‌های فیزیولوژیک جانوران است که در آن دمای بدن و سوخت و ساز جانور پایین می‌آید. کندی به جانوران کمک می‌کند تا از مواقعی که غذا کمتر در دسترس است جان سالم به در برند. دوره کندی می‌تواند روزها تا هفته‌ها به طول انجامد و در طی آن جانور با دمای پایین بدن به زندگی ادامه می‌دهد. بعضی از جانوران نیز اما از پایین آمدن سوخت و ساز بدنشان در ساعاتی از روز بهره می‌گیرند که در آن‌ها شکاری صورت نمی‌گیرد و بهتر است تا انرژی بدن حفظ شود.
در هنگامی که کمبود غذا برای دوره طولانی ادامه پیدا کند، جانوران وارد دوره‌های طولانی از کندی‌های با طول زیاد می‌شوند. بسته به زمان این وضعیت، چنین دوره‌هایی به خواب زمستانی (در زمستان) و خواب تابستانی (در تابستان) نامیده می‌شوند.
پژوهش‌های بر روی ویژگی‌های الکتروفیزیولوژیک پستانداران در هنگام کندی این نگره را تقویت کرده‌اند که کندی، بسط فرگشتی خواب به شمار می‌رود.

## نوشتارهای وابسته
- خفتگی
- بهت